# Ивана Николић (певачица)
Ивана Николић (Ниш, 16. април 1995), позната и као Ивана Boom Николић, српска је певачица и плесачица. Бивши је вокал девојачке групе Hurricane и вишеструки национални шампион у плесу. Прво појављивање било је у Београдској Арени са југословенским звездама из деведесетих.

## Биографија

### Плесна каријера
Од 14. године играла је у плесној школи Боом 018 у Нишу, чији била члан више година. Као члан плесне школе, учествовала је на разним националним и европским такмичењима, где је освојила многобројне награде и касније је постала вишеструки национални шампион у плесу.
Појавила се у многим музичким спотовима српских и босанскохерцеговачких певача и репера.
- Николија и Дадо Полумента - Премија (2014)
- Милан Станковић - Гадуре (2015)
- Дадо Полумента - Овисан сам о њој (2015)
- Ина Гардијан - Опрез (2016)
- Ем-Си Ина и Маркони - Зидови од злата (2016)
- Ем-Си Стојан и Куртоазија - Бахата (2017)
- Џала Брат - Млада и луда (2017)

### Hurricane
Године 2017. придружује се музичкој групи Hurricane заједно са Сањом Вучић и Ксенијом Кнежевић. Победиле су на Беовизији 2020. године и требало је да представљају Србију на Песми Евровизије 2020. са песмом "Хаста Ла Виста", међутим такмичење се није одржало због коронавируса. У децембру 2020. године, објављено да ће Hurricane представљати Србију на Песми Евровизије 2021. са песмом "Локо Локо".

### Лични живот
Рођена је 16. априла 1995. године у Нишу. Студент је Универзитета „Унион“, смера пословне економије у Београду и Економског факултета у Нишу.

## Дискографија

### Синглови (са Hurricane)
- [са Danjah] (2018)
- (2018)
- (2018)
- (2018)
- (2018)
- (2019)
- (2019)
- (2019)
- Фаворито (2019)
- Авантура (2019)
- Брзи прсти (2019)
- (2020)
- [са Кинг Мелодијем] (2020)
- (2020)
- Тутуруту [са MC Стојаном] (2020)
- Фолир’о (2020)
- Чаје шукарије (2020)
- Лопове (2020)
- Want Ya (2020)
- LOCO LOCO (2021)
- До неба (2021)
- Кораци (2021)
- Легалан (2021)
- Set the world on fire (2021)
- Ајде бре (2021)
- Контроверзне (2022)
- Господине.... (2022)
- Wow (2022)

### Синглови (Соло)
- Испочетка (2022)
- Брутално (2022)
- Исти си (2023)
- Дивља (2023)
- Хаос и галама (2023)
- Лете паре (2024)
- Вир са Емелом (2024)

### Спотови (са Hurricane)
| Спот                      | Година | Режисер                      |
| ------------------------- | ------ | ---------------------------- |
| [са ]                     | 2018.  | Душан Јауковић               |
|                           | 2018.  | Душан Јауковић               |
|                           | 2018.  | Душан Јауковић               |
|                           | 2019.  | Милош Шаровић                |
|                           | 2019.  |                              |
| Фаворито                  | 2019.  | Toxic Entertainment          |
| Авантура                  | 2019.  | Душан Јауковић               |
| Брзи прсти                | 2019.  | Душан Јауковић               |
| [са Кинг Мелодијем]       | 2020.  | Душан Јауковић               |
|                           | 2020.  | Ђорђе Обрадовић              |
|                           | 2020.  | Ђорђе Обрадовић              |
| Тутуруту [са MC Стојаном] | 2020.  | DaVideo                      |
| Фолир’о                   | 2020.  | G Production                 |
| Чаје Шукарије             | 2020.  | Дејан Милићевић              |
| Лопове                    | 2020.  | Дејан Милићевић              |
|                           | 2020.  | Ђорђе Обрадовић              |
|                           | 2021.  | Дејан Милићевић              |
|                           | 2021.  | Ведад Јашаревић              |
|                           | 2021.  | Александар Бата Стојановић   |
|                           | 2021.  | Ведад Јашаревић              |
|                           | 2021.  | Александар Бата Стојановић   |
|                           | 2021.  | Александар Бата Стојановић   |
|                           | 2022.  | Petar KacketDole, DffrntVibe |
|                           | 2022.  | Александар Бата Стојановић   |
|                           | 2022.  | Александар Бата Стојановић   |

Соло
| Спот          | Година | Режисер                        |
| ------------- | ------ | ------------------------------ |
| Испочетка     | 2022   | Душан Јауковић                 |
| Брутално      | 2022   | Вук Недељковић                 |
| Исти си       | 2023   | Toxic Entertainment            |
| Дивља         | 2023   | Ивана Николић,Марина Игњатовић |
| Хаос и галама | 2023   | Марко Тодоровић                |